# 亚洲研究所
位于韩国首尔 的亚洲研究所（The Asia Institute）是一个专家智囊团，汇聚了政治、人文和科学领域的专家，政府和国际组织的相关人员以及全亚洲的优秀年轻人。亚洲研究所的研究方向主要集中在科学技术、环境问题以及国际关系。
亚洲研究所与包括高中生和大学生在内的青年人广泛合作。亚洲研究所认为让这些年轻人参与到政治、教育、国际关系 以及气候变化的讨论中是非常必要的。  研究所关注科学技术的进步，环境的危机与风险及其未来前景。  此外，亚洲研究所还同韩国科学技术院合作创立了“大田环境合作论坛”。 
亚洲研究所曾于2012年出版了文集，其中收录了会议报告、研讨会记录、研究论文以及多名知名学者的采访录，例如本杰明･巴布尔、诺姆･乔姆斯基、弗朗西斯･福山、苏源熙以及拉里･威尔克森。亚洲研究所现任执行官为贝一明（Emanuel Pastreich），韩国庆熙大学副教授。

## 历史
亚洲研究所成立于2007年，最初与韩国大田又松大学索桥国际商学院 协同运作。亚洲研究所现已发表了一系列论文并组织过多次研讨会及学术论坛，均是基于与各个研究组织的合作研究，其中包括韩国生物科学与生物技术研究所、韩国核安全研究所、韩国标准和科学研究院、韩国首尔国立大学以及韩国女性科学工程技术研究所（WISET）等。

## 活动
亚洲研究所于2008年10月举办了“东北亚有限无核武区” (LNWFZ-NEA)第十二次全体会议。 
2009年，亚洲研究所与韩国科学技术院及韩国生物科学与生物技术研究所共同创立了“大田环境合作论坛”，并于2011年与韩国标准和科学研究所共同创立了“大田多元整合论坛”。